# Alain Masson
Alain Gabriel Masson (* 25. März 1961 in Laval) ist ein ehemaliger kanadischer Radsportler und Skilangläufer.

## Werdegang
Masson startete als Radsportler bei den Olympischen Sommerspielen in Los Angeles. Dabei belegte er den 14. Platz im Mannschaftszeitfahren über 100 km und nahm zudem am Straßenrennen teil, welches er vorzeitig beendete. Als Skilangläufer startete er im März 1986 in Lahti erstmals im Weltcup und errang dabei den 28. Platz über 15 km Freistil. Dies war zugleich seine beste Einzelplatzierung im Weltcup. Bei den nordischen Skiweltmeisterschaften 1987 in Oberstdorf lief er auf den 35. Platz über 50 km Freistil und auf den achten Rang mit der Staffel. Im folgenden Jahr kam er bei den Olympischen Winterspielen in Calgary auf den 46. Platz über 50 km Freistil. Bei den nordischen Skiweltmeisterschaften 1989 in Lahti belegte er den 49. Platz über 15 km klassisch, den 38. Rang über 50 km Freistil und den neunten Platz mit der Staffel und bei den nordischen Skiweltmeisterschaften 1991 im Val di Fiemme den 39. Platz über 15 km Freistil, den 30. Rang über 10 km klassisch und den 11. Platz mit der Staffel. Seine letzten internationalen Wettbewerbe absolvierte er bei den Olympischen Winterspielen 1992 in Albertville. Dort lief er über 10 km klassisch und in der anschließenden Verfolgung jeweils auf den 73. Platz und über 30 km klassisch auf den 60. Platz.
Seine Schwester Marie-Andrée war ebenfalls als Skilangläuferin aktiv.

## Teilnahmen an Weltmeisterschaften und Olympischen Winterspielen

### Olympische Spiele
- 1984 Los Angeles: 14. Platz 100 km Mannschaftszeitfahren
- 1988 Calgary: 46. Platz 50 km Freistil
- 1992 Albertville: 60. Platz 30 km klassisch, 73. Platz 10 km klassisch, 73. Platz 15 km Verfolgung

### Nordische Skiweltmeisterschaften
- 1987 Oberstdorf: 8. Platz Staffel, 35. Platz 50 km Freistil
- 1989 Lahti: 9. Platz Staffel, 38. Platz 50 km Freistil, 49. Platz 15 km klassisch
- 1991 Val di Fiemme: 11. Platz Staffel, 30. Platz 10 km klassisch, 39. Platz 15 km Freistil